# Cidra

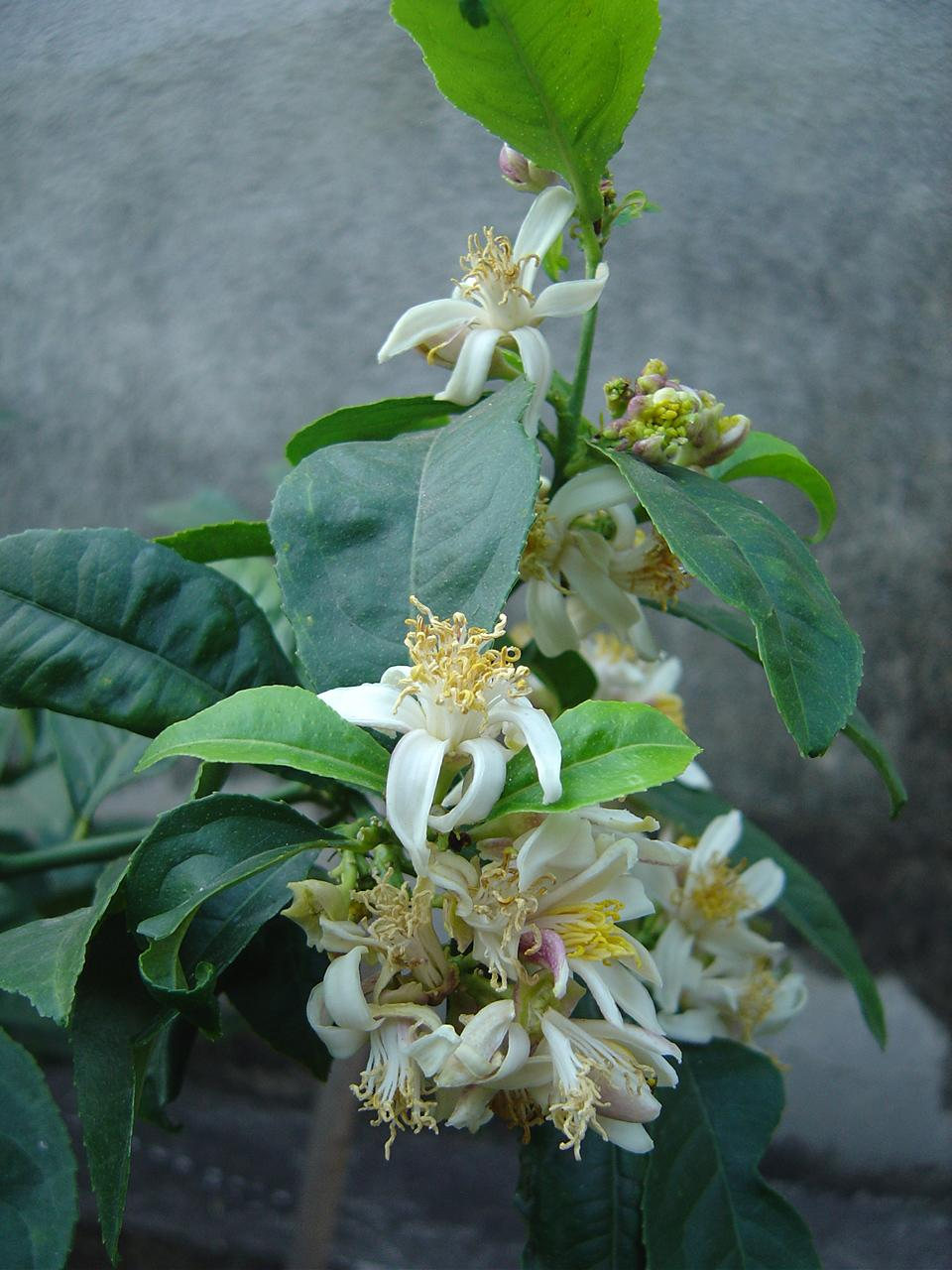
Flor da cidreira.

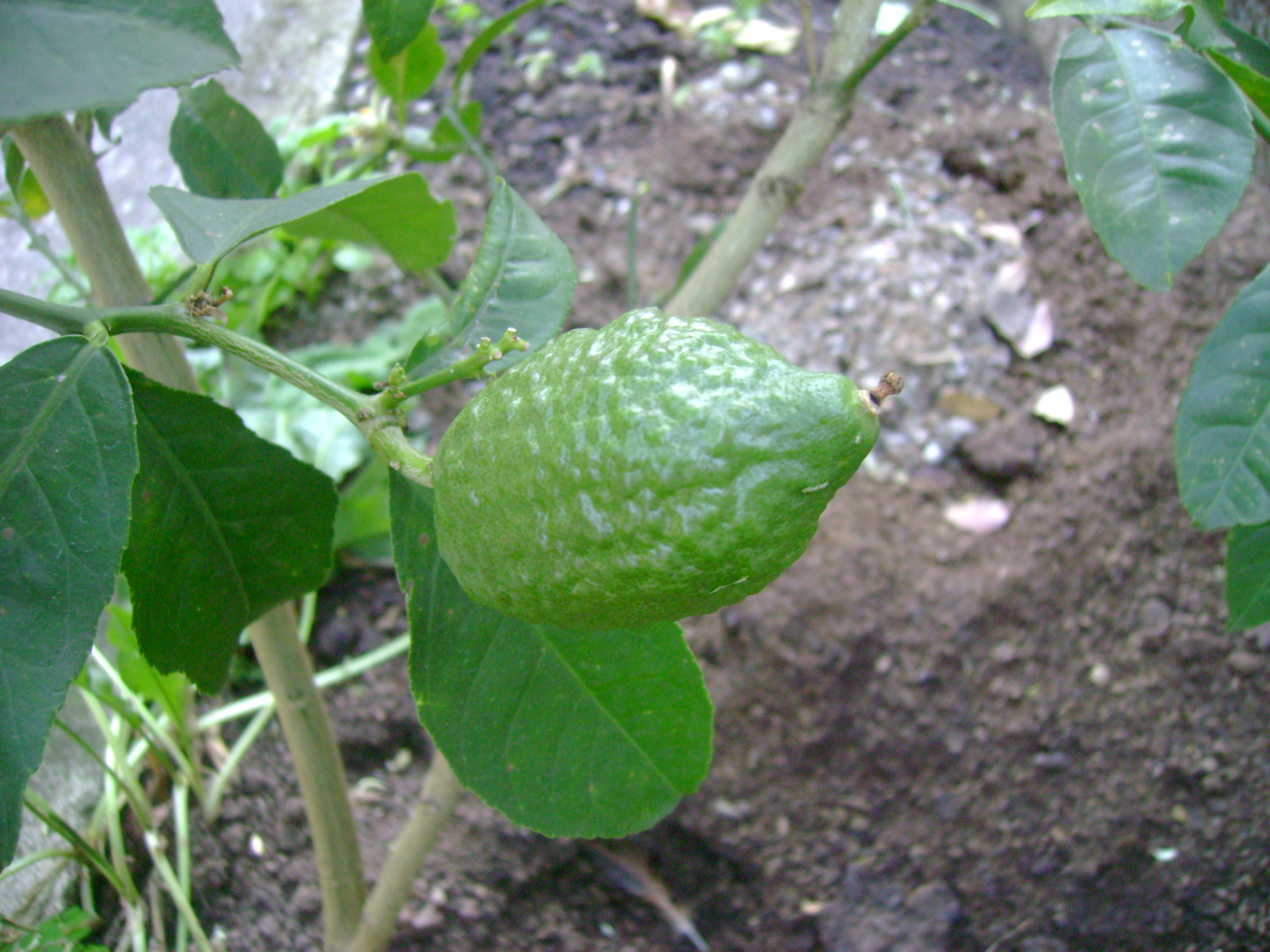
Fruto imaturo da cidreira.

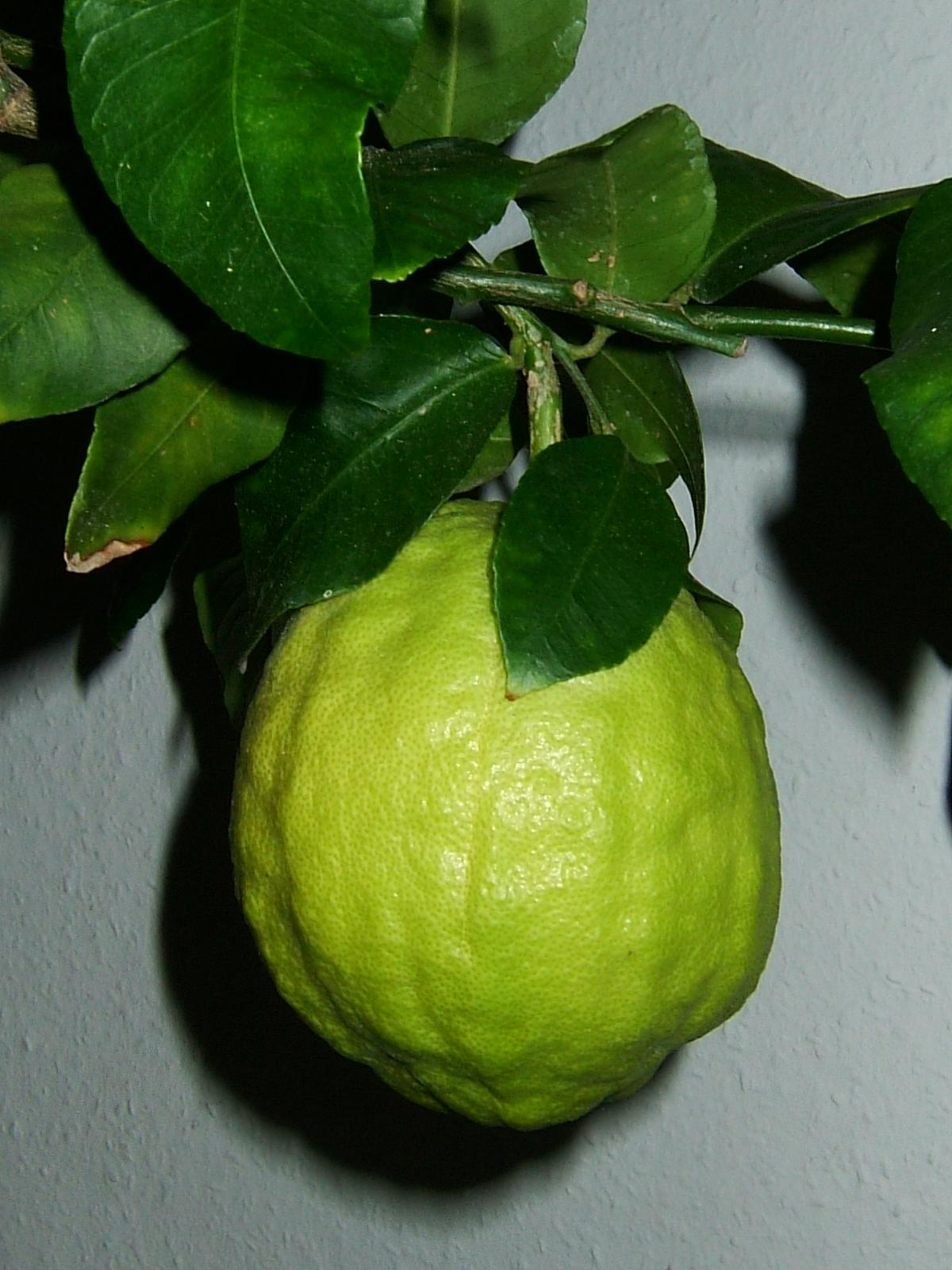
Cidra, o fruto maduro de Citrus medica.

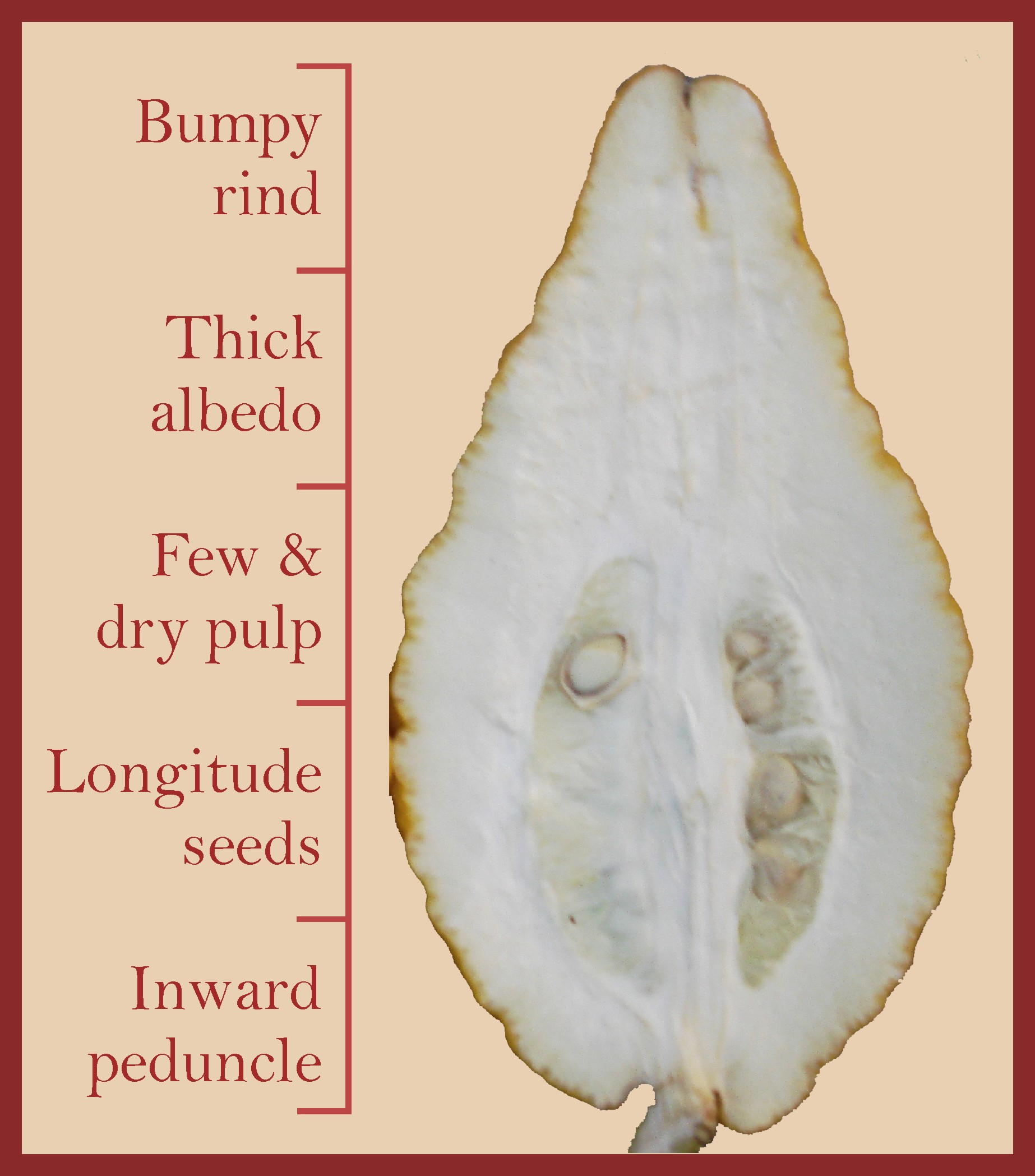
Corte de un fruto típico de cidra, mostrando o espesso mesocarpo (albedo), muito importante na produção de succade (a casca confitada em calda de açúcar da cidra ou outro citrino).

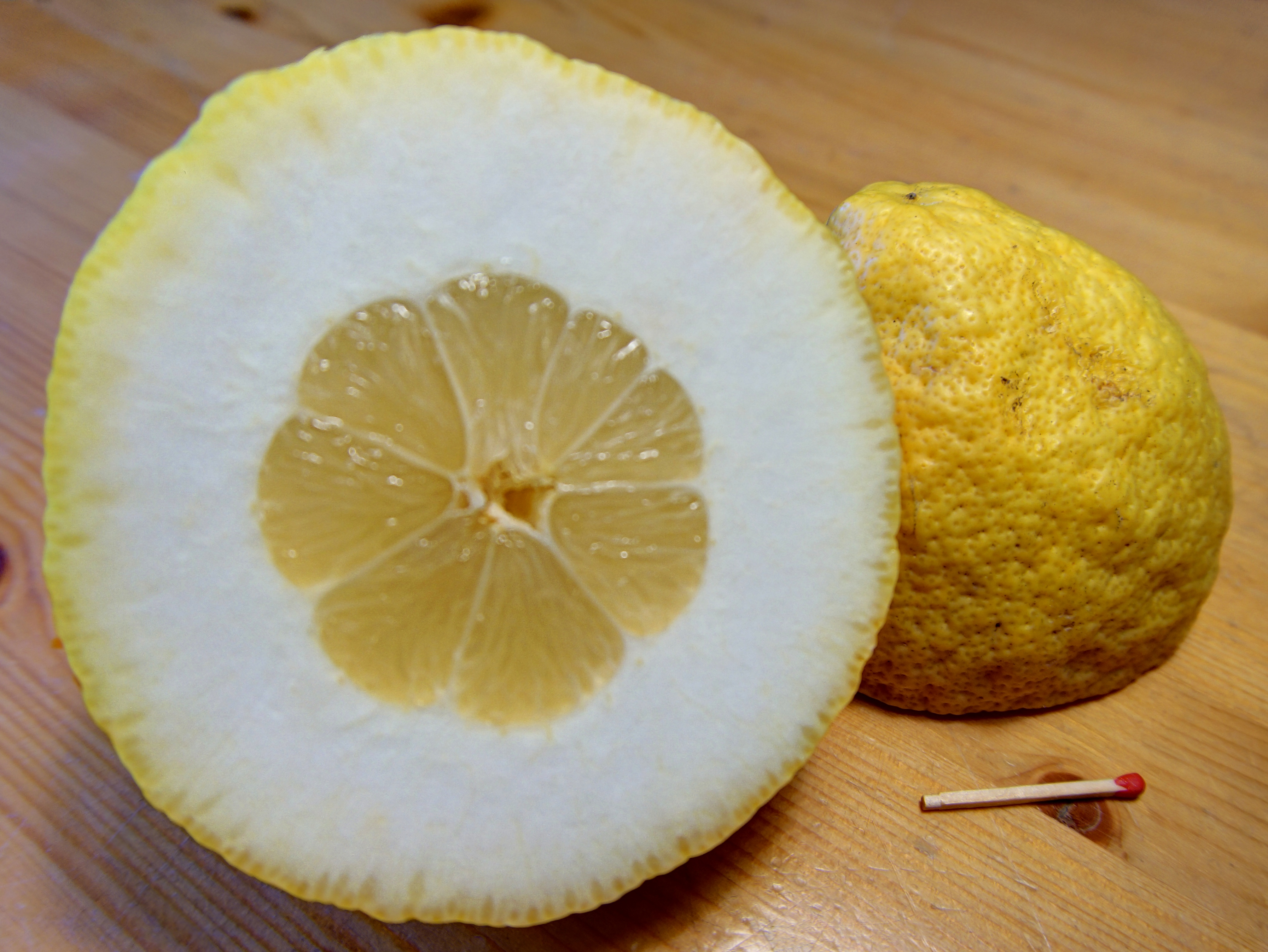
Um híbrido de cidra de origem italiana, mostrando a casca engrossada.

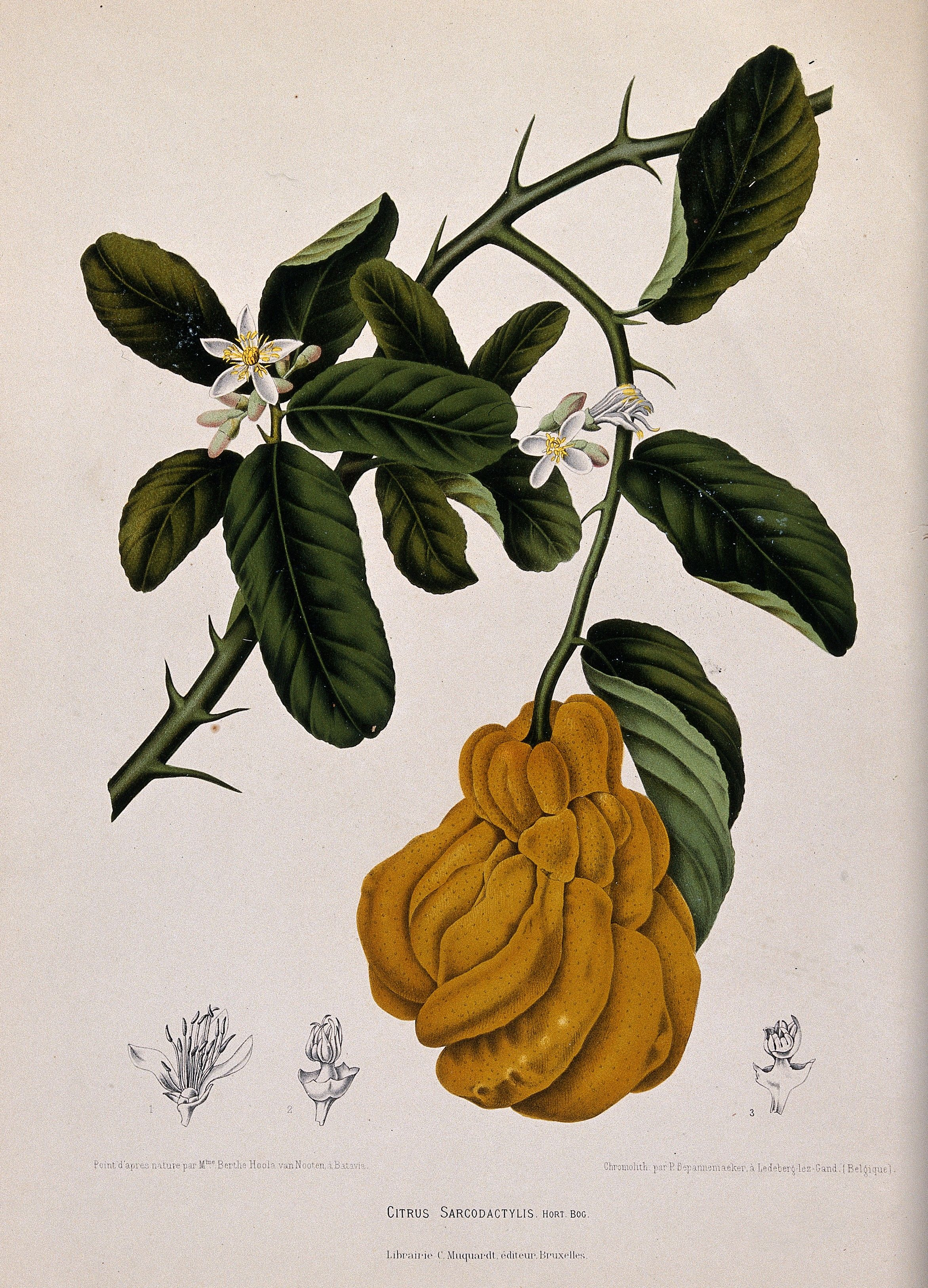
Ilustração mostrando uma cidra-mão-de-buda com as folhas e espinhos que são comuns a todas as variedades do fruto.

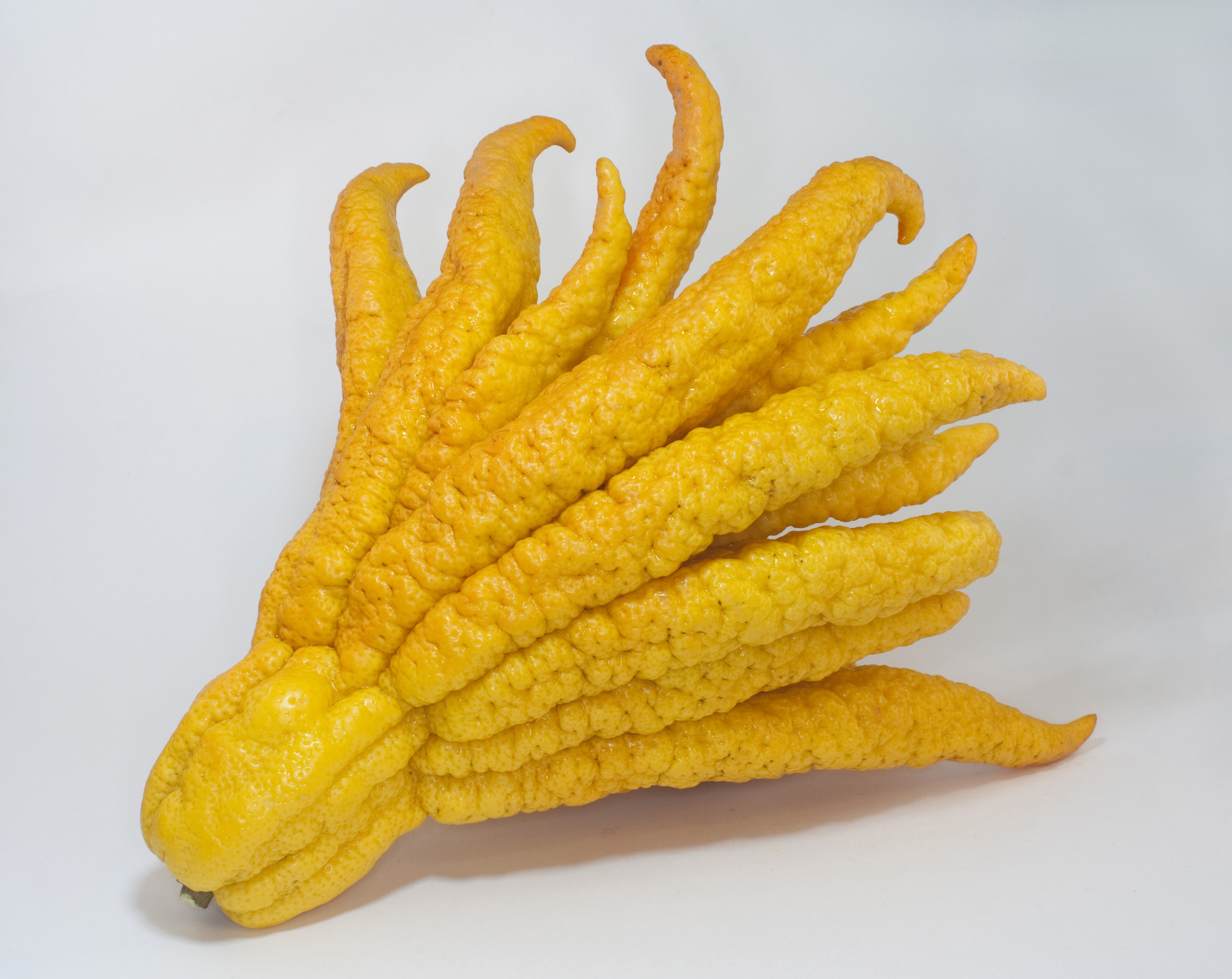
Fruto maduro da cidra-mão-de-buda.

Citrus medica é uma espécie de citrino (género Citrus da família Rutaceae) cujas variedades cultivadas, designadas por cidreira, produzem a fruta globosa, fortemente aromática e com casca espessa, que é amplamente comercializado sob o nome de cidra. Próxima de uma antiga espécie selvagem nativa do Sudeste Asiático ou da Índia, a cidreira é um dos três taxa do género Citrus que por hibridação e selecção artificial deram origem a todas as modernas variedades e cultivares de citrinos. Embora os cultivares de cidreira assumam uma ampla variedade morfológica, estão todos intimamente relacionadas geneticamente. É amplamente utilizado na culinária asiática e globalmente na preparação de doces e compotas e na produção de perfumes e essências aromáticas, sendo também importante na medicina tradicional e em rituais e oferendas religiosas no Sueste Asiático. Híbridos de cidra com outros cítricos são comercialmente importantes, com destaque para o limão e muitas variedades de lima. Grande e ácida, a cidra é muito rica em compostos bioactivos. Os romanos e outros povos mediterrânicos usavam o fruto como desodorizante e para efeitos medicinais.

## Descrição
A espécie Citrus medica, conhecida pelo nome comum de cidreira (o que leva à confusão com espécies muito distintas, nomeadamente com a erva-cidreira, uma gramínea, que apenas tem em comum o aroma), pertence à família das rutáceas, é originária do Sueste Asiático, onde tem distribuição natural na região que vai da Índia à Indochina.

### Morfologia
Citrus medica é uma pequena árvore ou arbusto de 2,5 a 5 m de altura (mesofanerófito), de crescimento lento, perenifólio, com espinhos nas axilas foliares e com fuste retorcido e ramagem densa e rígida.
As folhas, de pecíolo curto, são simples, alternas, elípticas a oval-lanceoladas, com bordos ligeiramente serrilhados e comprimento até 18 cm, de superfície coreácea e coloração verde-escura na página superior, com uma distinta fragrância a limão quando esmagadas. O pecíolo geralmente não apresenta asas ou tem asas reduzidas.
Produz flores hermafroditas, fragrantes, relativamente grandes, formando rácemos pequenos. As flores das variedades ácidas são arroxeadas por fora e brancas por dentro, mas as de variedades doces são inteiramente branco-amareladas. Apresentam de 4 a 5 pétalas e 30 a 60 estames.
O fruto é um hesperídio oblongo, ovado ou globoso, raramente piriforme, de até 30 cm de diâmetro, estreitando em direcção ao extremo estilar, com o estilete bem marcado e por vezes permanecendo no fruto maduro (constituindo o pitom do etrog). No entanto, o formato do fruto da cidra é bastante variável, diferindo grandemente entre espécimes e mesmo num mesmo espécime, devido à grande quantidade de albedo, que se forma em função da posição dos frutos na árvore, orientação do ramo e muitos outros factores.
O fruto é recoberto por uma casca grossa, frequentemente rugosa, carnuda e aderente ao endocarpo, de coloração amarela ou verdosa, com glândulas oleosas pequenas. A parte interna é espessa, branca e dura; o exterior é uniformemente fino e muito perfumado. A polpa geralmente é ácida, mas também pode ser doce, existindo algumas variedades que são totalmente desprovidas de polpa. Apresenta 10 a 15 carpelos, firmes, pouco sumarentos, doces ou ácidos segundo a variedade.
A maioria das variedades de cidra contém um grande número de sementes pequenas, monoembriónicas, lisas, brancas com camadas internas escuras e manchas de calaza avermelhadas nas variedades ácidas e incolores nas doces. Algumas variedades de cidra possuem estiletes persistentes que não caem após a fecundação. Esses são geralmente preferidos para uso ritual como etrog no judaísmo.
Algumas cidras apresentam grandes oleoplastos que formam bolhas de óleo de grande tamanho na superfície externa da casa, medialmente distantes umas das outras. Algumas variedades são estriadas e ligeiramente verrugosas na superfície externa. Uma variedade de cidra apresenta o fruto em forma de dedos, sendo conhecida por cidra-mão-de-buda.
A coloração do fruto varia de verde, quando imaturo, a amarelo-alaranjado quando demasiado maduro. A cidra não cai da árvore e pode chegar a pesar 4–5 kg se não for colhida antes de estar totalmente madura. No entanto, os frutos devem ser colhidos antes do inverno, pois os podem podem dobrar ou quebrar para o chão e os frutos podres podem causar doenças fúngicas para a árvore.
A espécie é muito vigorosa, não apresentando períodos de dormência significativos, florescendo várias vezes por ano, sendo por isso frágil e extremamente sensível às geadas.

### Variedades e híbridos
Apesar da grande variedade de formas assumidas pelo fruto, as variedades e cultivares de cidra estão todas intimamente relacionadas geneticamente, representando uma única espécie.
A análise genética divide os cultivares conhecidos em três grupos (clusters): um grupo mediterrânico que se acredita ter-se originado na Índia, e dois grupos predominantemente encontrados na China, um representando as cidras com dedos e outro consistindo por variedades sem dedos.
As variedades com frutos ácidos incluem a cidra-florentina e a cidra-diamante de Itália, a cidra-grega e a cidra-balady da Israel. As variedades doces incluem a cidra-da-córsega (ou cidra-corsa) e a cidra-marroquina. Entre as variedades sem polpa estão também algumas variedades de cidra-com-dedos e a cidra-iemenita.
Existem também vários híbridos de cidra, como por exemplo, a variedade limão-ponderosa, o lumia e a rhobs-el-Arsa, cuja natureza híbrida é bem conhecida. Suspeita-se que a cidra-florentina não seja uma cidra pura, mas um híbrido de cidra.

### Origem do nome
O nome cidra deriva do termo latino citrus, palavra que também deu origem ao nome genérico Citrus atribuído ao género em que a espécie se integra. O termo português cidra parece ter evoluído a partir da designação italiana (cedro). Na língua persa, o fruto é designado por turunj, distinguindo-o de naranj ('laranja-azeda'). Ambos os nomes foram importados para a língua árabe e através dela introduzidos nas línguas ibéricas após a invasão muçulmana da Península Ibérica, onde deram origem ao vocábulo laranja (bem como 'toranja') e seus equivalentes castelhanos.

## Cultura e etnobotânica
Introduzida em cultivo na Índia, tem sido cultivada nas regiões tropicais e subtropicais da Ásia desde a antiguidade. Os gregos conheceram esta espécie por ocasião das invasões de Alexandre, o Grande, tendo-a encontrado na Pérsia, então parte do Império Medo (e por isso designada por Média) e por isso a passaram a chamar como "pomo da Média", como consta na Historia Plantarum de Teofrasto, introduzindo-a no Médio Oriente e depois na região em torno do Mediterrâneo. Foi devido ao nome grego, derivado da Média, que Lineu designou esta espécie como Citrus medica. A cidra terá sido o primeiro citrino a ser introduzido na bacia do Mediterrâneo.
A análise da filogenia molecular das variedades em cultura prova que a cidra é uma espécie de citrino original e muito antiga. Esses dados mostram que a maioria das espécies e variedades de citrinos presentemente cultivadas surgiram por hibridação de um pequeno número de tipos ancestrais, incluindo a cidra, o pomelo, a mandarina e, em menor escala, as papedas e o quincã. Como a Citrus medica é geralmente fecundada por autopolinização, daí resulta que estas plantas apresentem um grande grau de uniformidade genética traduzido por elevada homozigose, contituindo-se geralmente como o ancestral masculino dos híbridos cítricos cultivados, muito raramente sendo o feminino.
A moderna filogenética aponta o subcontinente indiano como a região de origem da espécie, onde seria nativa nos vales do sopé da região leste dos Himalaias. Pensa-se que por volta do século IV a.C., quando Teofrasto menciona a "maçã persa ou meda", a cidra era cultivada principalmente no Golfo Pérsico estando já em expansão a caminho da bacia do Mediterrâneo, onde foi cultivado durante os séculos posteriores em diferentes áreas, conforme descrito por Erich Isaac. São frequentes as referências ao papel de Alexandre, o Grande, e dos seus exércitos, aquando do ataque ao Império Aqueménida (Pérsia) e à região que na actualidade é o Paquistão, como sendo responsáveis por acelerar a expansão da cultura da cidra em direcção ao ocidente, fazendo com que chegasse ao sueste da Europa e atingisse regiões como a Grécia e a Itália.

### Antiguidade bíblica
O Levítico menciona o fruto da formosa árvore ('hadar') como sendo exigido para uso ritual durante a Festa dos Tabernáculos (Lev. 23:40). De acordo com a tradição rabínica, o fruto da árvore hadar refere-se à cidra.
O egiptologista e arqueólogo Victor Loret alegou ter identificado a cidra retratado nas paredes do jardim botânico do Templo de Karnak, que data da época de Tutemés III, datado de há aproximadamente 3 500 anos atrás. A referência bíblica e esta possível identificação apontam para que a cidra esteja em cultura no Médio Oriente desde tempos remotos, antecedendo a cultura de outras espécies de citrinos.

### Teofrasto
A seguinte descrição da cidra é dada por Teofrasto, na sua Historia plantarum, e foi repetida por diversos escritores clássicos:
No leste e no sul existem plantas especiais ... ou seja, na Média e na Pérsia, há muitos tipos de frutas, entre elas há uma fruta chamada «maçã meda» ou «maçã persa». A árvore tem uma folha semelhante e quase idêntica à do medronheiro-oriental, mas tem espinhos como os da pera selvagem ou da piracanta, excepto que são brancos, lisos, afiados e fortes. O fruto não se come, mas é muito perfumado, como também a folha da árvore; e o fruto é posto entre tecidos evitando que estes sejam comidos pelas traças. Também é útil quando alguém ingeriu um veneno mortal, pois quando é administrado com vinho perturba o estômago e expulsa o veneno. Também é útil para melhorar a respiração, para o que se ferve a parte interna da fruta num prato ou espremê-la na boca por algum outro meio, torna a respiração fica mais fácil. A semente é retirada do fruto e semeada na primavera em canteiros cuidadosamente arados, e é regada a cada quatro ou cinco dias. Assim que a planta fica forte, é transplantada, também na primavera, para um local de solo macio e bem regado, onde o solo não é muito bom, pois prefere esses locais. E produz os seus frutos em todas as estações, pois quando alguns frutos surgem, a flor de outros está na árvore e outros amadurecem. Das flores eu disse que aquelas que têm uma espécie de roca projectando-se do meio são férteis, enquanto aqueles que não têm isso são estéreis. Também é semeado, como a tamareira, em vasos furados. Foi notado que esta árvore cresce na Média e na Pérsia.

### Plínio, o Velho
A cidra foi também descrita por Plínio, o Velho, que a designou por «nata Assyria malus» (maçã-da-assíria), dizendo da espécie na sua obra História Natural:
Há outra árvore também com o mesmo nome de «citrus», e produz um fruto que algumas pessoas em particular não gostam por seu cheiro e amargor notável; enquanto, por outro lado, há alguns que o estimam muito. Esta árvore é usada como ornamento para casas; não requer, contudo, nenhuma descrição adicional. A cidra, chamada de «maçã-assíria» e, por alguns, de «maçã-meda», é um antídoto contra os venenos. A folha é semelhante à do medronheiro, excepto que tem pequenos espinhos ao longo ao longo do seu dorso. Quanto ao fruto, nunca se come, mas chama a atenção pelo seu cheiro extremamente forte, que as folhas também apresentam; na verdade, o odor é tão forte que penetra nas roupas, e uma vez que estas estejam impregnadas por ele é muito útil para repelir os ataques de insectos nocivos.
A árvore dá frutos em todas as estações do ano; enquanto alguns estão caindo, outros frutos estão amadurecendo e outros, novamente, apenas surgindo para o nascimento nas flores. Várias nações tentaram naturalizar esta árvore nos seus territórios por causa de suas propriedades medicinais, plantando-a em vasos de barro, com buracos feitos neles, com o objectivo de introduzir o ar às raízes; e eu observaria aqui, de uma vez por todas, que é bom lembrar que o melhor plano é embalar todos os plantios de árvore que precisem ser transportados a qualquer distância o mais juntos que possam ser colocados.
Foi descoberto, entretanto, que esta árvore não crescerá em nenhum lugar excepto na Média ou na Pérsia. É esse fruto, cujas sementes, como já mencionamos, os grandes da Pártia empregam para temperar os seus ragus, como sendo peculiarmente propício ao adoçamento do hálito. Não encontramos nenhuma outra árvore altamente recomendada que seja produzida na Média.
A cidra, seja a polpa ou as sementes, é ingerida com vinho como antídoto para os venenos. Uma decocção de cidra, ou o suco extraído dela, é usada como gargarejo para conferir doçura ao hálito. As sementes deste fruto são recomendadas para mulheres grávidas mastigarem quando afectadas pelo enjoo. A cidra também é boa para um estômago fraco, mas não é fácil comê-las, excepto com vinagre.

### Culinária
A cidra tem ampla utilização na culinárias de diversas regiões, sendo contudo mais presente no Sudoeste Asiático. Os seus usos variam desde a confecção de bolos e doces até à produção de bebidas, incluindo o uso como tempero para compor o odor dos alimentos.
Enquanto o limão e a laranja são descascados para consumir os segmentos da sua polpa amarelada (o flavedo do fruto), a parte mais suculenta e adocicada, a polpa da cidra fica seca, contendo apenas uma pequena quantidade de suco insípido, se o houver. Na cidra, o principal conteúdo do fruto é a espessa casca branca (o albedo), que adere aos segmentos e deles não se separa facilmente.
A cidra é um ingrediente regularmente usado na culinária asiática. A variedade de cidra usada no Japão, conhecida por yuzu, é espremida, e o suco é usado regularmente em molhos, temperos e marinadas. O suco é amplamente disponível engarrafado como suco de limão. A casca de yuzu ralada ou picada também é adicionada às marinadas e sobremesas, e o yuzu oco pode ser visto como recipiente decorativo em restaurantes sofisticados. Na Coreia, um chá popular, conhecido por yuja-cha (chá de yuja), é feito misturando polpa e casca de cidra cortada em juliana com açúcar e mel. Este chá é consumido quente ou gelado e costuma ser tomado para dores de garganta e resfriados no inverno.
Na actualidade, a cidra é maioritariamente usada pela sua fragrância, sob a forma de extractos ou de raspas, mas a parte mais importante ainda é a sua casca interna (conhecida como miolo ou albedo), um produto importante no comércio internacional e amplamente utilizado na indústria alimentar, especialmente na produção de succade, designação pelo qual é conhecido quando confitado em açúcar.
No Irão, a casca branca e espessa da cidra é usada para fazer geleia. No Paquistão a fruta é usada para fazer geleia, mas também é usada em conserva. Na cozinha do sul da Índia, algumas variedades de cidra (colectivamente referidas como narthangai em tamil e heralikayi na língua kannada) são amplamente utilizadas em picles e conservas. Em Karnataka, a cidra é usado para fazer um prato designado por arroz de limão. Em Kutch, Gujarat, é usado para fazer picles, em que fatias inteiras de fruto são salgadas, secas e misturadas com açúcar mascavado do tipo jagra (jaggery) e especiarias para produzir picles doces e picantes. Dezenas de variedades de cidra são conhecidas colectivamente como lebu na cozinha bengali, onde a cidra é a fruta cítrica principal.
Na cozinha mediterrânica, especialmente na Grécia e sul da Itália, a cidra é dividida ao meio e despolpada, sendo então a casca (quanto mais espessa, melhor) cortada em pedaços, cozida lentamente em xarope de açúcar (operação que se designa por confitar) e usada como doce de colher, em grego conhecido como kitro glyko (κίτρο γλυκό), ou então picado e caramelizado com açúcar e usado em confeitaria para bolos e outros doces. Na Itália, um refrigerante conhecido por «cedrata» é feito a partir de extractos deste fruto.
Nas ilhas Samoa é preparada uma bebida refrescante designada por vai tipolo obtida espremendo o fruto. Também é adicionado a um prato de peixe cru denominado oka e a uma variação de palusami ou luáu.
Nos Estados Unidos, a cidra é um ingrediente importante nos bolos de frutas (fruitcakes) tradicionalmente usados pelo Natal.

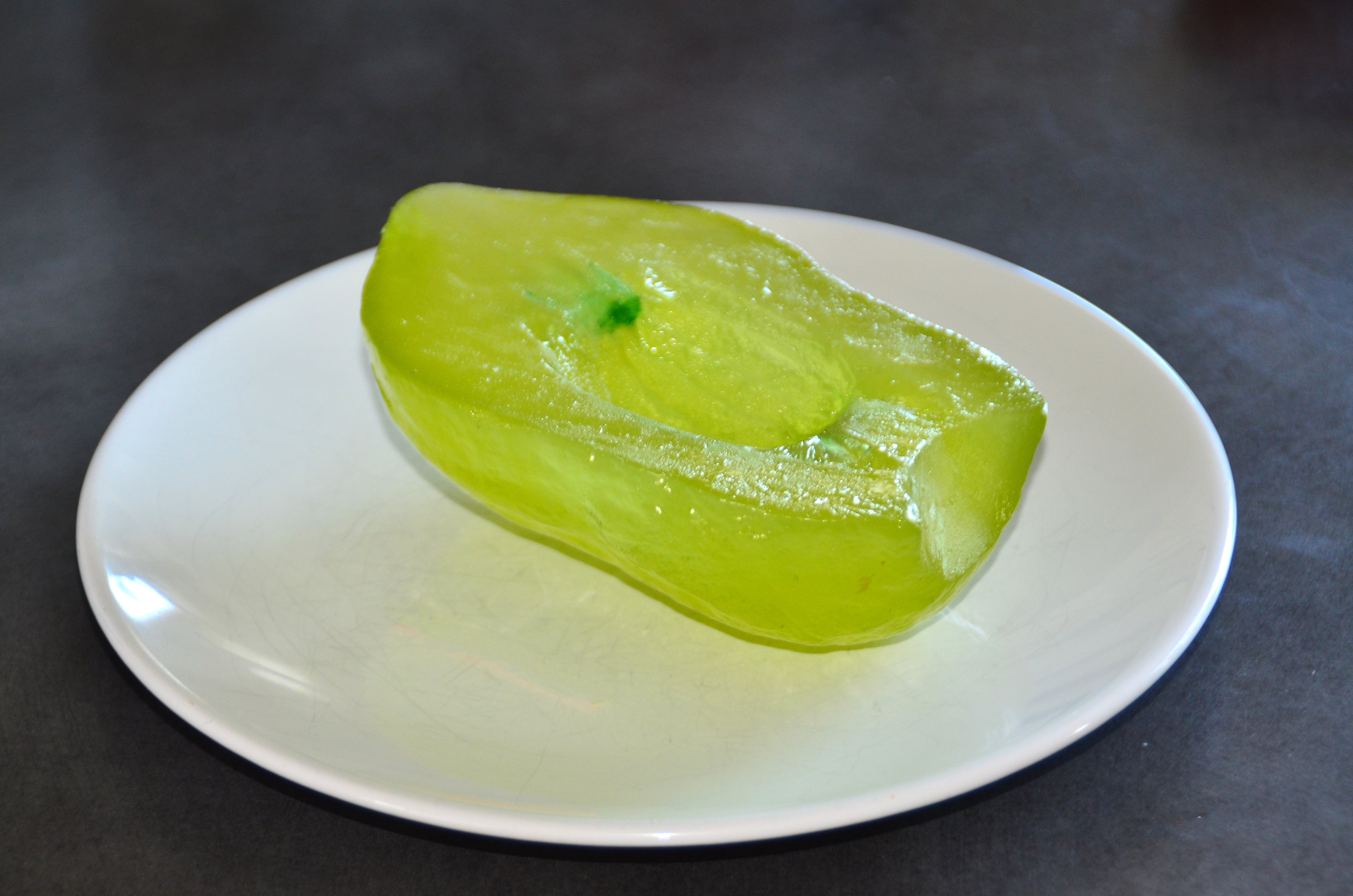
Gomo de cidra, descascada e sem polpa, confitada em calda de açúcar.
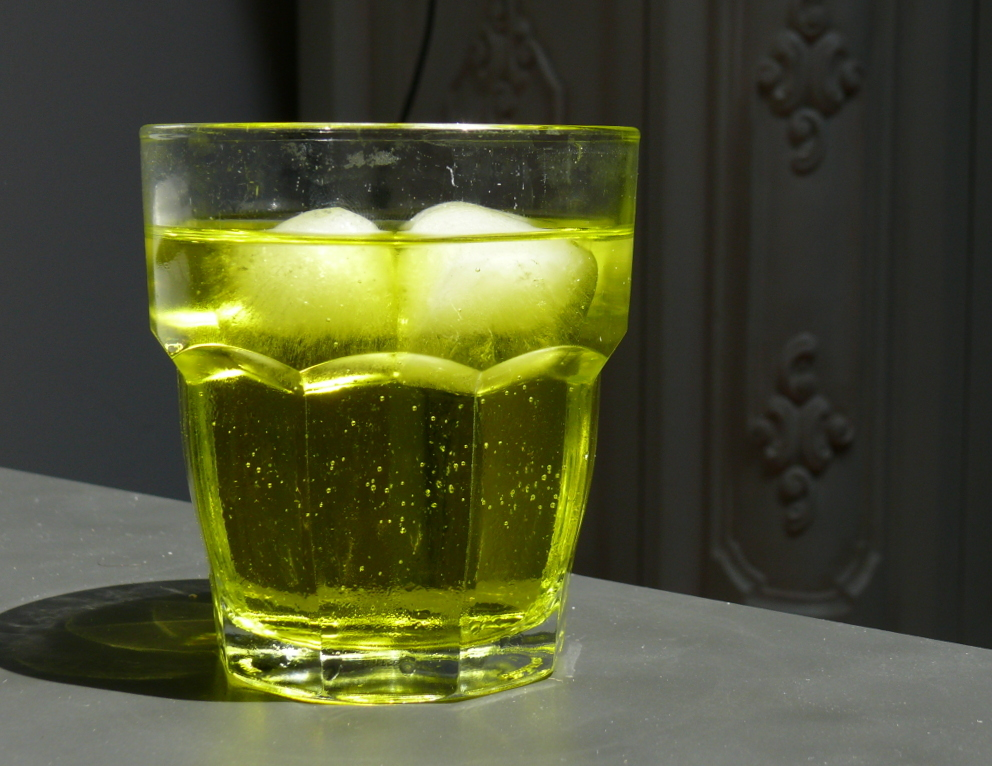
Cedrata, uma bebida refrescante italiana feita com cidra.
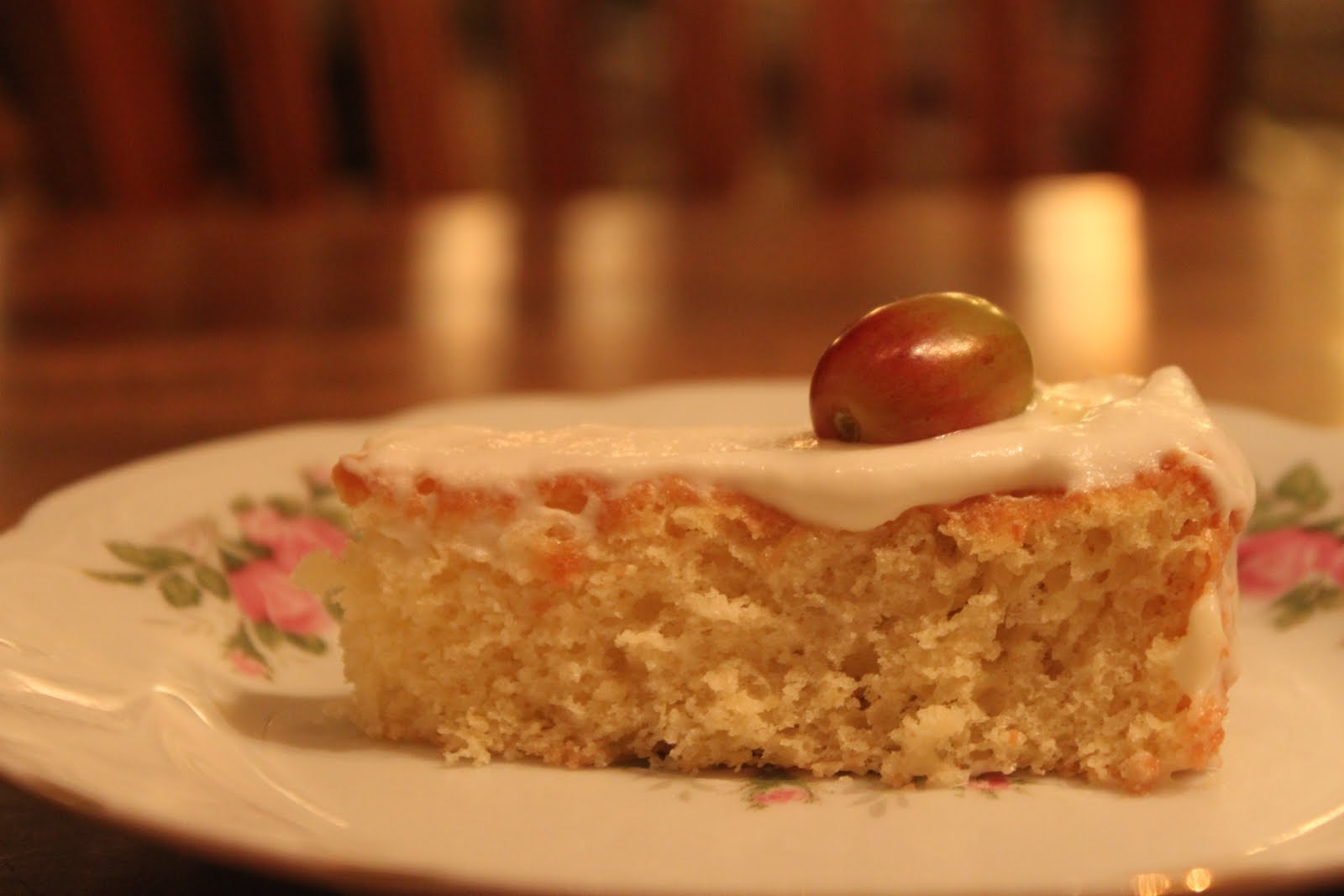
Torta de cidra.

### Medicinas tradicionais
Desde a antiguidade até aos tempos medievais, a cidra foi usada principalmente para fins médicos: para combater o enjoo, problemas respiratórios, doenças intestinais, escorbuto e outras afecções. O óleo essencial extraído do flavedo (a camada mais externa e pigmentada da casca) também era considerado um antibiótico. O suco de cidra com vinho foi considerado um antídoto eficaz para venenos, conforme relatado por Teofrasto. No sistema de medicina ayurvédica, o suco ainda é usado no tratamento de doenças como náuseas, vómitos e sede excessiva.
O suco da cidra tem alto teor de vitamina C e é usado no sistema de medicina indiana como anti-helmíntico, aperitivo, tónico, e no tratamento da tosse, reumatismo, vómito, flatulência, hemorróidas, doenças de pele e visão fraca.
Há um mercado crescente para a cidra pela fibra solúvel (rica em pectina) encontrada no seu espesso albedo.

### Usos religiosos
No judaísmo a cidra é usada para rituais religiosos (o fruto é designado em hebraico por etrog) durante as celebrações judaicas das colheitas do Sukkot, a Festa dos Tabernáculos. Por isso é considerado um símbolo judaico, encontrado em várias representações da antiguidade hebraica e em achados arqueológicos. As cidras usadas para fins rituais não podem provir de plantas cultivadas por enxertia de ramos.
No budismo é utilizada uma variedade de cidra nativa da China que apresenta secções que separam separam o corpo do fruto em partes semelhantes a dedos como oferenda em templos budistas, razão pela qual esta variedade é conhecida por cidra-mão-de-buda.

### Perfumaria
Desde há muitos séculos que o óleo essencial fragrante da cidra é usado em perfumaria, sendo este o mesmo óleo que usado na medicina tradicional pelas suas propriedades antibióticas. O principal constituinte é o limoneno, responsável pelo odor intenso a limão que o produto apresenta.

## Galeria

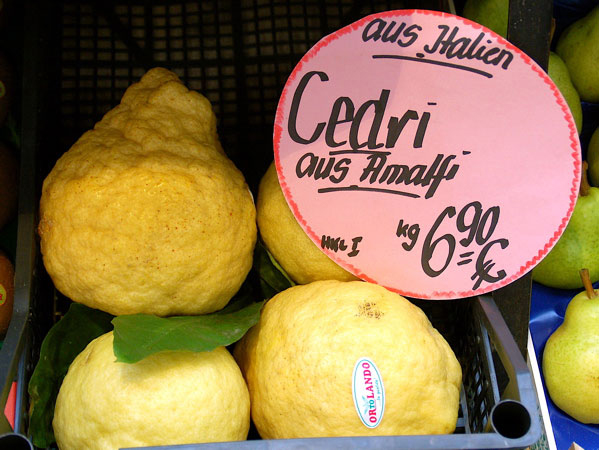
Para fins culinários (Alemanha)
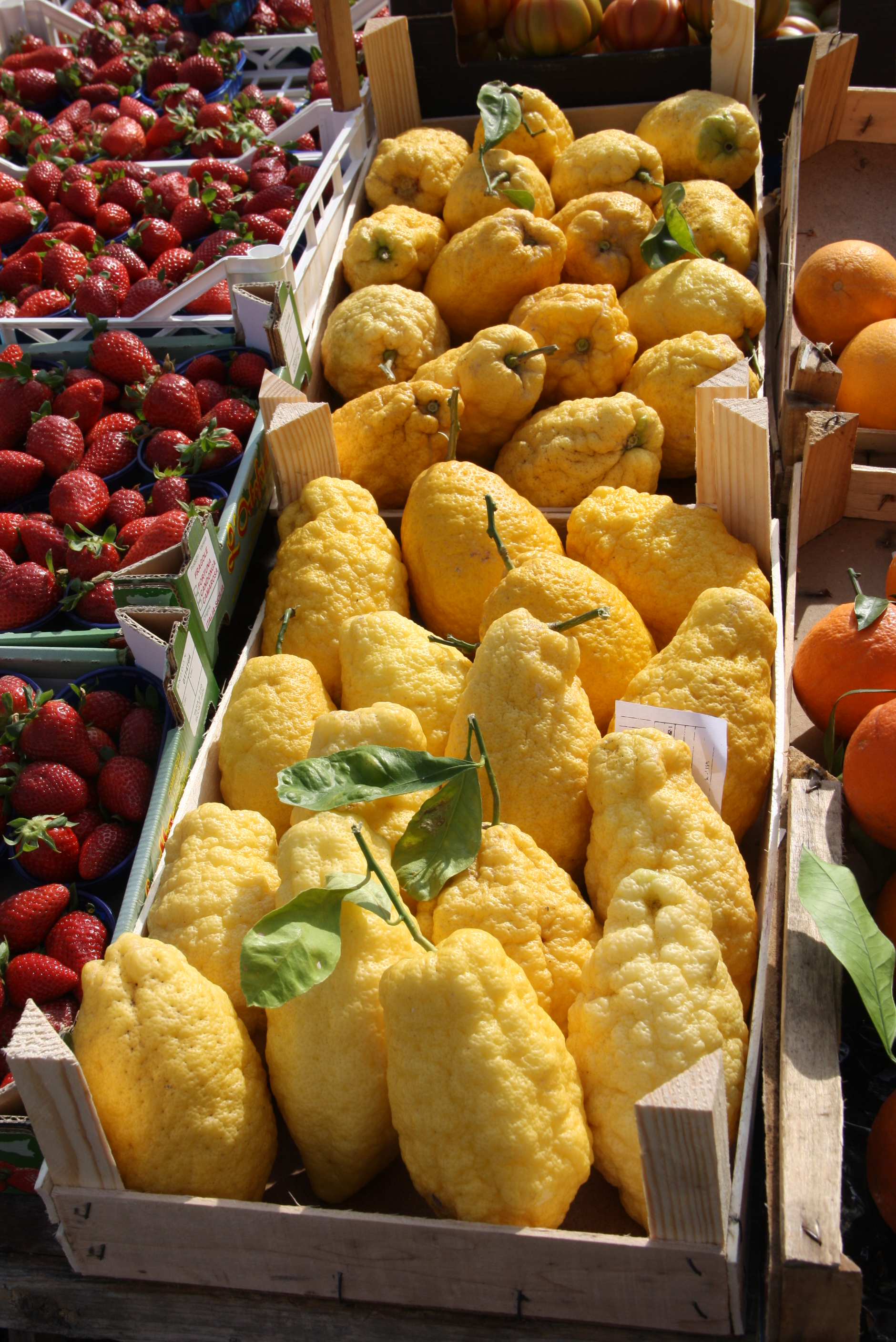
Num mercado de frutas (Itália).
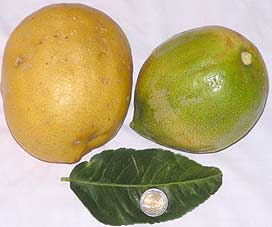
Folhas e frutos (Naxos, Grécia).
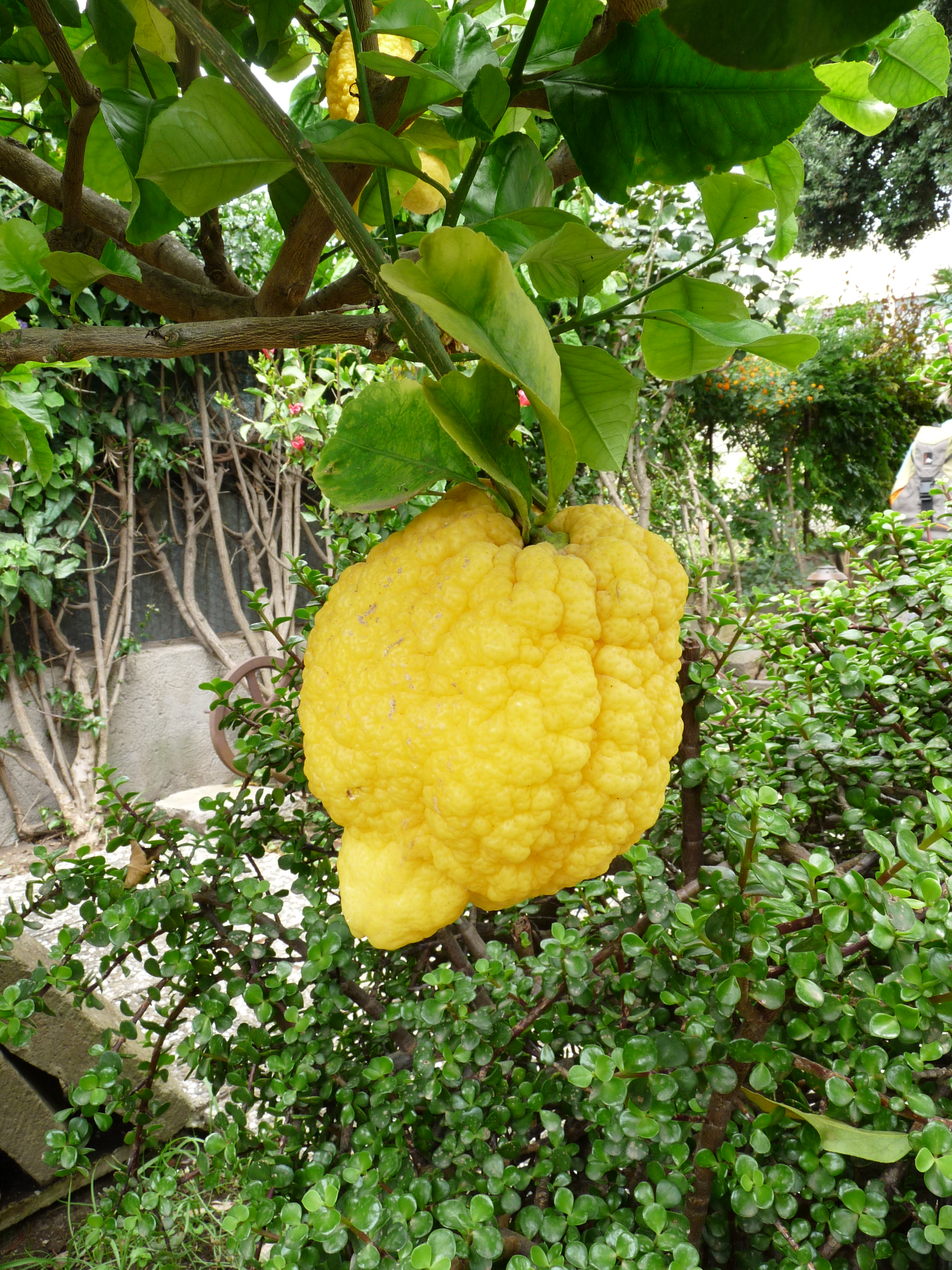
Cidras de uma variedade híbrida (na Sicília).
Cidra selvagem (Índia).
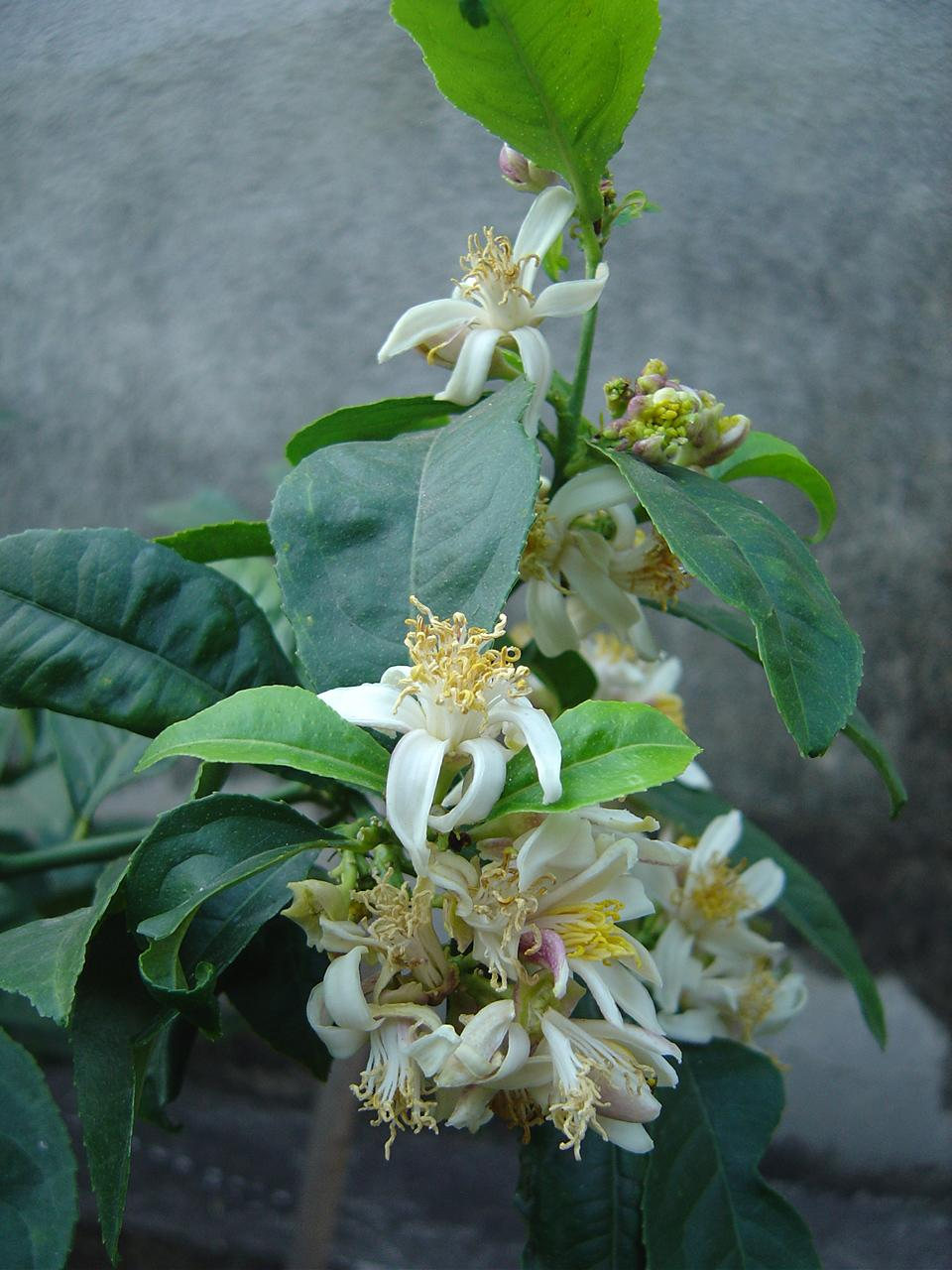
Flores de cidra.
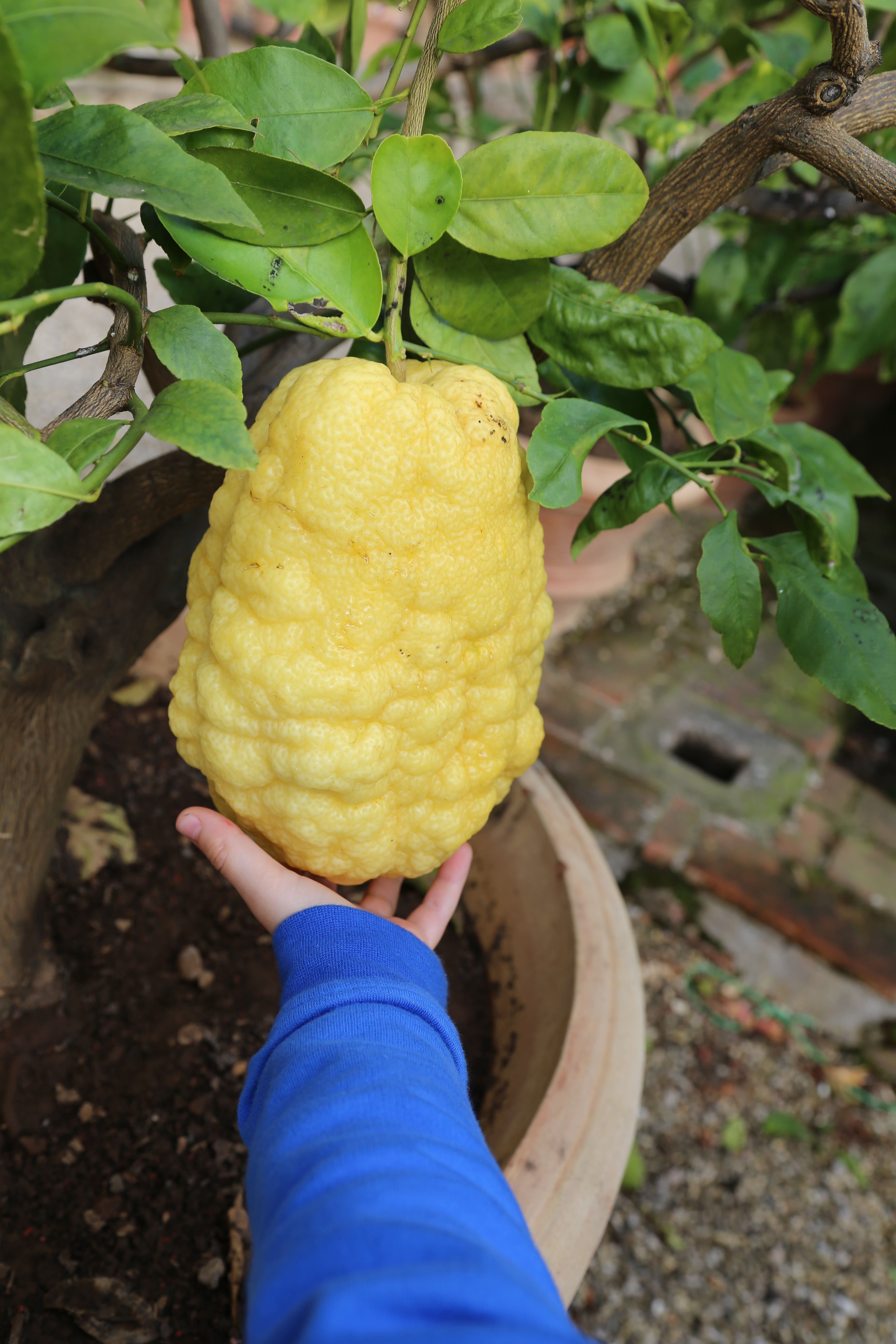
Cidra num vaso.
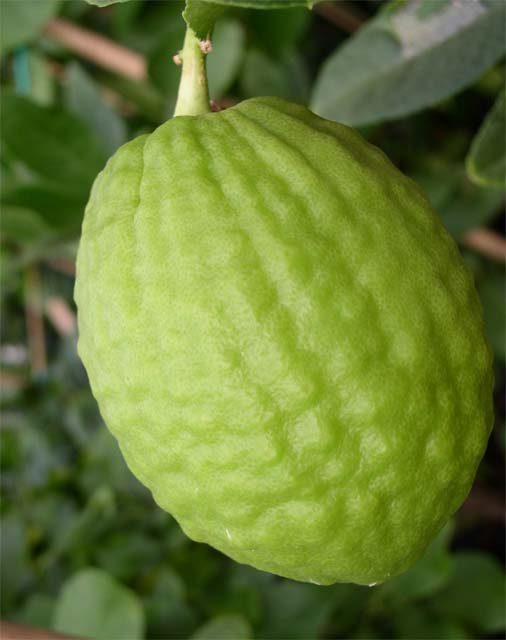
Um exemplar de alimea (a cidra da Córsega)
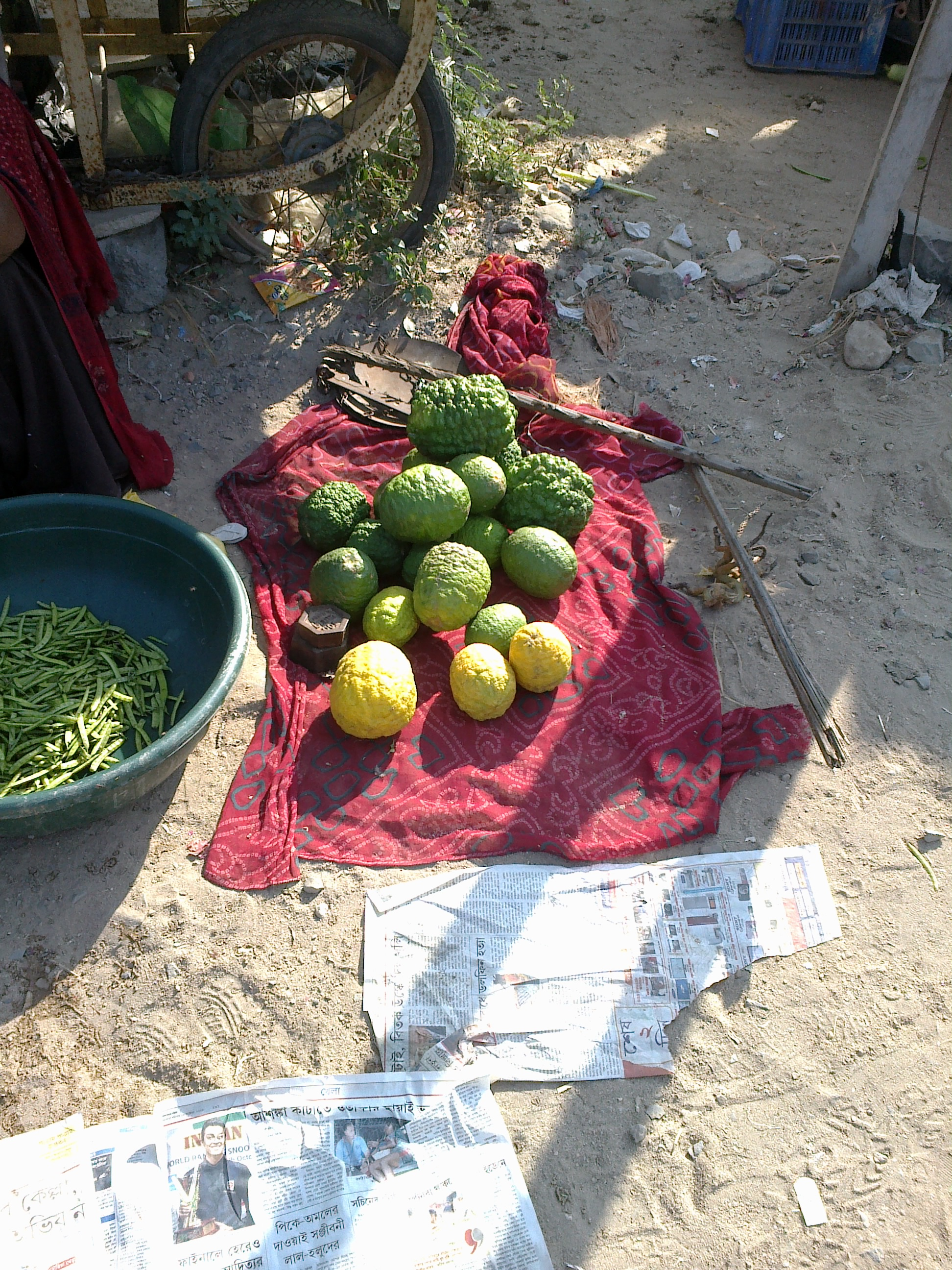
Bijora - cidra para venda em Bujepur, Kutch, Guzerate, Índia.